# Ecuador az 1976. évi nyári olimpiai játékokon
Ecuador a kanadai Montréalban megrendezett 1976. évi nyári olimpiai játékok egyik részt vevő nemzete volt. Az országot az olimpián 4 sportágban 5 sportoló képviselte, akik érmet nem szereztek.

## Birkózás
Szabadfogású
| Versenyző   | Versenyszám | 1. forduló                          | 2. forduló                   | 3. forduló        | 4. forduló        | 5. forduló        | 6. forduló        | Döntő             | Helyezés    |
| Versenyző   | Versenyszám | Ellenfél Eredmény                   | Ellenfél Eredmény            | Ellenfél Eredmény | Ellenfél Eredmény | Ellenfél Eredmény | Ellenfél Eredmény | Ellenfél Eredmény | Helyezés    |
| ----------- | ----------- | ----------------------------------- | ---------------------------- | ----------------- | ----------------- | ----------------- | ----------------- | ----------------- | ----------- |
| Marco Terán | 62 kg       | Théodule Toulotte (FRA) · kétvállas | Ivan Jankov (BUL) · kizárták | kiesett           | kiesett           | kiesett           | kiesett           | kiesett           | helyezetlen |

## Cselgáncs
| Versenyző         | Versenyszám | Csoport | 32-es főtábla                    | Nyolcaddöntő      | Negyeddöntő       | Elődöntő          | Vigaszág negyeddöntő | Vigaszág elődöntő | Bronz- mérkőzés   | Döntő             | Helyezés    |
| Versenyző         | Versenyszám | Csoport | Ellenfél Eredmény                | Ellenfél Eredmény | Ellenfél Eredmény | Ellenfél Eredmény | Ellenfél Eredmény    | Ellenfél Eredmény | Ellenfél Eredmény | Ellenfél Eredmény | Helyezés    |
| ----------------- | ----------- | ------- | -------------------------------- | ----------------- | ----------------- | ----------------- | -------------------- | ----------------- | ----------------- | ----------------- | ----------- |
| Enrique del Valle | Könnyűsúly  | A       | Yves Delvingt (FRA) · V          | kiesett           | kiesett           | kiesett           |                      |                   |                   |                   | 18.         |
| Jhonny MacKay     | Váltósúly   | B       | Oscar Strático (ARG) · V         | kiesett           | kiesett           | kiesett           |                      |                   |                   |                   | 19.         |
| Jhonny MacKay     | Nyílt       | A       | José Ibañez (CUB) · visszalépett | kiesett           | kiesett           | kiesett           |                      |                   |                   |                   | helyezetlen |

## Műugrás
Férfi
| Versenyző     | Versenyszám        | Selejtező | Selejtező | Döntő   | Döntő    |
| Versenyző     | Versenyszám        | Pont      | Helyezés  | Pont    | Helyezés |
| ------------- | ------------------ | --------- | --------- | ------- | -------- |
| Nelson Suárez | Egyéni toronyugrás | 386,58    | 25.       | kiesett | kiesett  |

## Úszás
Férfi
| Versenyző     | Versenyszám    | Előfutam | Előfutam | Előfutam | Elődöntő | Elődöntő | Elődöntő | Döntő   | Döntő    |
| Versenyző     | Versenyszám    | Idő      | Hely.    | Össz.    | Idő      | Hely.    | Össz.    | Idő     | Helyezés |
| ------------- | -------------- | -------- | -------- | -------- | -------- | -------- | -------- | ------- | -------- |
| Jorge Delgado | 100 m gyors    | 53,91    | 3.       | 25.      | kiesett  | kiesett  | kiesett  | kiesett | kiesett  |
| Jorge Delgado | 200 m gyors    | 1:54,23  | 2.       | 14.      |          |          |          | kiesett | kiesett  |
| Jorge Delgado | 100 m pillangó | 56,79    | 1.       | 11.      | 56,91    | 8.       | 14.      | kiesett | kiesett  |
| Jorge Delgado | 200 m pillangó | 2:01,70  | 2.       | 4.       |          |          |          | 2:01,95 | 7.       |